# Mai 2021
Acest articol este generat integral pe baza informațiilor din articolul 2021 și este actualizat periodic de un robot.
 Editările făcute în articol vor fi șterse la următoarea actualizare! Dacă doriți să faceți modificări, editați articolul-sursă.

ianuarie -
februarie -
martie -
aprilie -
mai -
iunie -
iulie -
august -
septembrie -
octombrie -
noiembrie -
decembrie
Mai 2021 a fost a cincea lună a anului și a început într-o zi de sâmbătă.

## Evenimente

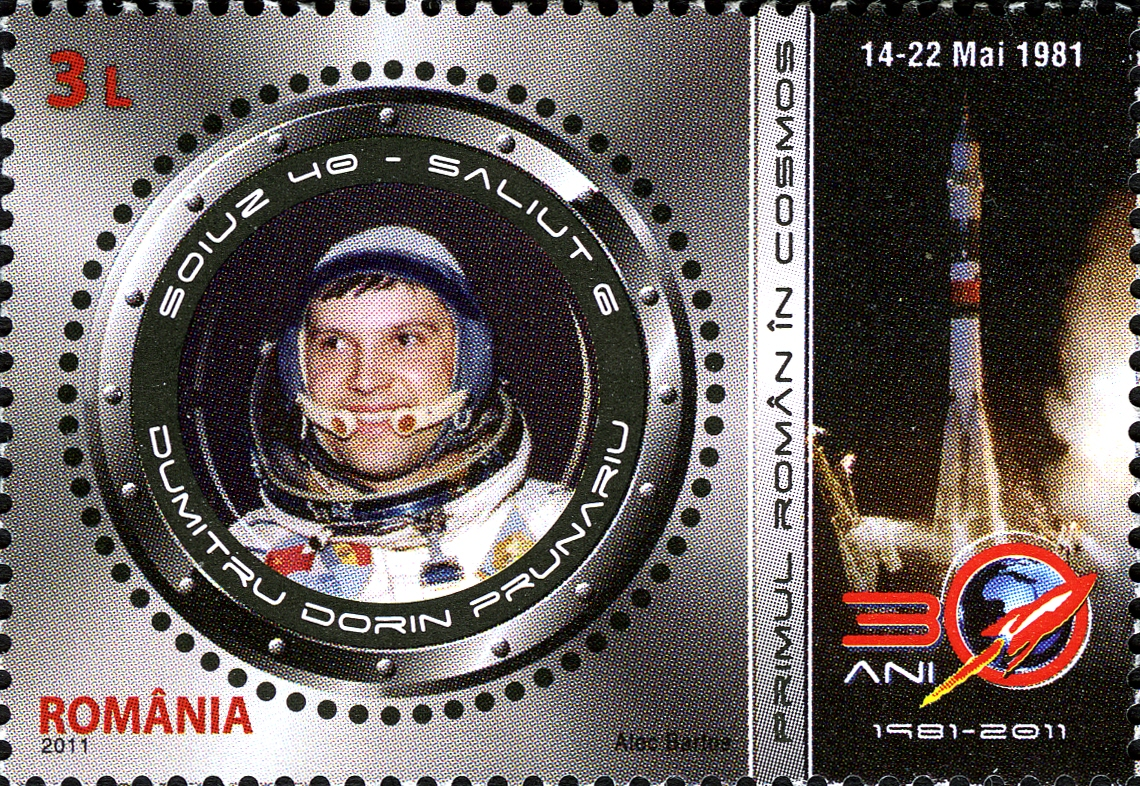
14 mai: Se împlinesc 40 de ani de la singurul zbor efectuat de un român în spațiul cosmic.

- 5 mai: Cel mai mare urs brun din România, și probabil din Uniunea Europeană, Arthur (17 ani), a fost ucis de către prințul Emanuel von und zu Liechtenstein, în localitatea Ojdula, județul Covasna, acesta venind în România special pentru a-l împușca.[1]
- 6 mai: În Daghestan, Rusia, oamenii de știință au găsit peste 150 de foci moarte pe coasta Mării Caspice, lângă orașul Mahacikala în două zile.
- 14 mai: Președintele Lituaniei, Gitanas Nausėda, efectuează o vizită în Republica Moldova, la invitația președintei Maia Sandu, fiind al doilea politician de rang înalt care efecutează o vizită la Chișinău după președintele României Klaus Iohannis.
- 14 mai: Se împlinesc 40 de ani de la singurul zbor efectuat de un român în spațiul cosmic. Dumitru Prunariu a petrecut 7 zile și 20 de ore la bordul stației spațiale Salyut 6 realizând mai multe experimente științifice din domeniul astrofizicii, al studiului radiațiilor cosmice, al medicinei, biologiei, psihologiei și tehnologiilor spațiale.[2]
- 18 mai: Arcul lui Darwin, formațiunea stâncoasă din Insulele Galapagos s-a prăbușit „în urma eroziunii naturale”.
- 21 mai: Consiliul de Securitate al Națiunilor Unite a adoptat o rezoluție de încetare a focului între Israel și Hamas, încheind 11 zile de luptă, ambele părți reclamând victoria.[3] Conflictul a început în urma deciziei Curții Supreme a Israelului de a strămuta patru familii palestiniene dintr-un cartier al Ierusalimului de Est în favoarea familiilor evreiești care au revendicat drepturi de proprietate în acest cartier. Potrivit legii israeliene, dacă evreii pot dovedi că familia lor trăia în Ierusalimul de Est înaintea Războiului israeliano-arab din 1948, ei pot cere să li se acorde ”dreptul de proprietate”. Pentru palestinienii care și-au pierdut bunurile în timpul războiului, o astfel de lege nu există.[4]
- 21 mai: După luni de negocieri, se formează guvernul catalan (regional), Pere Aragonès devenind al 132-lea președinte, primul din formațiunea sa, Stânga Republicană din Catalonia  din ultimii patruzeci de ani și cel mai tânăr din istoria de șapte sute de ani a instituției. Aragonès s-a angajat să repornească imediat discuțiile de independență cu guvernul spaniol.[5]
- 22 mai: Trupa Måneskin, reprezentând Italia, a câștigat finala Concursului Muzical Eurovision 2021, care a avut loc la Rotterdam, Țările de Jos. Este pentru prima dată după 1990 când Italia câștigă acest concurs.[6]
- 23 mai: Opoziția față de președintele belarus Aleksandr Lukașenko acuză guvernul din Belarus că a deviat zborul Ryanair 4978 din Atena, Grecia, către Vilnius, Lituania și l-a forțat să aterizeze la Minsk pentru a-l aresta pe jurnalistul și activist al opoziției Roman Protasevici care se afla la bord. Deși motivul aterizării forțate a fost o presupusă amenințare cu bombă, nu s-au găsit explozivi.[7]
- 24 mai: Ca răspuns la blocarea zborului Ryanair 4978 și la arestarea activistului Roman Protasevici, guvernul lituanian își închide aeroporturile pentru zborurile din Belarus și își îndeamnă cetățenii să părăsească țara. Wizz Air, Austrian Airlines și Air Baltic și-au redirecționat zborurile pentru a evita spațiul aerian din Belarus.[8]
- 24 mai: Uniunea Europeană interzice tuturor companiilor aeriene din Belarus să îi folosească aeroporturile și spațiul aerian ca răspuns la deturnarea avionului și aplică sancțiuni oficialilor despre care se crede că sunt implicați în operațiune.[9]
- 26 mai: A avut loc o eclipsă totală de lună.
- 26 mai: Alegeri prezidențiale în Siria. Bashar al-Assad a câștigat un nou mandat pentru șapte ani cu un scor de 95,1%.

## Decese
- 1 mai: Constantin Arvinte, 94 ani, dirijor, compozitor și folclorist român (n. 1926)
- 2 mai: Robert William Unser, 87 ani, pilot american de Formula 1 (n. 1934)
- 4 mai: Leslie Marr, 98 ani, pilot englez de Formula 1 (n. 1922)
- 5 mai: Bertil Johansson, 86 ani, fotbalist și antrenor suedez (n. 1935)
- 6 mai: Kentaro Miura, 54 ani, artist japonez de benzi manga (n. 1966)
- 9 mai: Bratislav Petković, 72 ani, dramaturg, regizor, scenarist și politician sârb, Ministru al culturii și informațiilor (2012–2013), (n. 1948)
- 11 mai: Haralambie Corbu, 91 ani, doctor habilitat în filologie, profesor universitar, critic și istoric literar din Republica Moldova, membru titular al Academiei de Științe a Moldovei (n. 1930)
- 11 mai: Buddy Van Horn, 92 ani, cascador de film și regizor american (n. 1928)
- 12 mai: Ileana Vulpescu, 88 de ani, filologă, lexicografă, prozatoare, romancieră și traducătoare română (n. 1932)
- 14 mai: Masao Kawai, 97 ani, biolog, cadru didactic universitar, om de știință și primatolog japonez (n. 1924)
- 16 mai: Bruno Covas, 41 ani, avocat, economist și politician brazilian (n. 1980)
- 16 mai: Richard L. Rubenstein, 97 ani, rabin și învățător religios și scriitor din comunitatea evreiască americană (n. 1924)
- 18 mai: Charles Sidney Grodin, 86 ani, actor, autor și comedian american (n. 1935)
- 19 mai: Adrian Rădulescu, 66 ani, om politic român, președintele Asociației Fermierilor (n. 1955)
- 20 mai: Ion Dichiseanu, (n. Ioan Dichiseanu), 87 ani, actor român de teatru și film (n. 1933)
- 20 mai: Abubakar Shekau, 48 ani, liderul organizației teroriste Boko Haram din Nigeria (n. 1973)
- 23 mai: Max Mosley, 81 ani, pilot britanic de Formula 1, președinte al FIA (1993–2009), (n. 1940)
- 23 mai: Paulo Mendes da Rocha, 92 ani, arhitect brazilian (n. 1928)
- 26 mai: Llew Smith, 77 ani, om politic britanic, membru al Parlamentului European (1984–1994), (n. 1944)
- 27 mai: Lorina Kamburova, 29 ani, actriță bulgară (n. 1991)
- 27 mai: Jaime Lerner, 83 ani, arhitect, programator urban și politician brazilian (n. 1937)
- 28 mai: Benoît Sokal, 66 ani, desenator belgian de benzi desenate și dezvoltator de jocuri video (n. 1954)
- 31 mai: Andreea Bollengier (n. Andreea Sasu-Ducșoară), 46 ani, jucătoare franceză de șah de etnie română (n. 1975)